# FLTP
FLTP (Future Launcher Technology Program) fue un estudio europeo realizado entre 1999 y 2002 por el CNES para el diseño del sucesor del Ariane 5. La configuración a considerar era la de un lanzador de dos etapas, con alas y reutilizable. La primera etapa llevaría a la segunda a cierta altura y luego regresaría planeando al sitio de lanzamiento, en Kourou, y aterrizaría como un avión convencional. La segunda etapa llevaría su carga a órbita y luego regresaría y aterrizaría también en Kourou. En principio el lanzador no habría llevado tripulación humana, aunque podría haberse rediseñado para ello.
El programa finalizó antes de que se construyesen vehículos de demostración debido al colapso del mercado de lanzamientos comerciales y los problemas de desarrollo del Ariane 5. El primer lanzador habría despegado en 2020.